# Горохов, Владимир Васильевич
Владимир Васильевич Горохов (1910—1969) — советский баскетболист и баскетбольный тренер. Заслуженный мастер спорта СССР (1948), заслуженный тренер СССР (1957).

## Биография
Выступая в составе московского «Динамо», дважды (1935, 1937) стал чемпионом СССР и один раз (1936) — вице-чемпионом.
С 1950 года возглавлял команду МАИ (чемпион СССР 1951, 1954, 1955, обладатель Кубка СССР 1952).
С женской сборной Москвы выигрывал «матч городов» 1952 года и Всесоюзные соревнования в закрытом помещении 1953 года.
Тренировал женскую сборную СССР, которая под его руководством стала вице-чемпионом мира (1957) и чемпионом Европы (1952, 1956).
Работал тренером-преподавателем в МАрхИ и в спортклубе МАИ.